# 加里·布朗
加里·布朗（英語：Garry Brown，1954年10月27日—），澳大利亚男子田径运动员。他曾代表澳大利亚参加1978年和1982年英联邦运动会田径比赛，获得一枚金牌、一枚银牌和一枚铜牌。